# Milíkov u Jablunkova
Milíkov (polnisch Milików, deutsch Milikau, auch Millikau) ist eine Gemeinde in  Tschechien. Sie liegt vier Kilometer westlich von Jablunkov und gehört zum Okres Frýdek-Místek.

## Geographie
Milíkov erstreckt sich entlang des Baches Milíkov am Fuße der Mährisch-Schlesischen Beskiden. Südwestlich erhebt sich die 981 m hohe Kozubová, im Süden liegt die Malá Kykula (788 m). Das Dorf liegt zu großen Teilen im Landschaftsschutzgebiet Beskiden.
Nachbarorte sind Harcov und Hrádek im Norden, Návsí und Potoky im Osten, Černé, Pod Lesy, Bockov und Bocanovice im Südosten, Zápotočí, Jasení und Chalupy im Süden, Štefka und Pod Kozubovou im Südwesten, Ďurďok im Westen sowie Košařiska im Nordwesten.

## Geschichte
Die erste urkundliche Erwähnung des aus 14 Höfen bestehenden Dorfes erfolgte 1577 als Besitz des Teschener Herzogs Wenzel III. Adam. 1621 war der Ort auf 17 Höfe, einen Vogtshof und zwei Mühlen angewachsen. Als zu Zeiten Maria Theresias 1733 die Häuser nummeriert wurden, hatte Milikau 25 Höfe, zwei Mühlen, eine Brettsäge. Hinzu kamen noch 20 in den Bergen verstreute Häuser. Den Haupterwerbszweig der Bevölkerung bildete die Bergweidewirtschaft, Holzfällerei und Köhlerei. Nach der Gründung der Trzynietzer Eisenwerke im Jahre 1839 wurde die in den Meiler um Milikau gewonnene Holzkohle vorwiegend nach Trzynietz transportiert. Weiterhin wurde auch Eisenspat abgebaut.
Nach der Aufhebung der Patrimonialherrschaften bildete Milikau ab 1850 eine Gemeinde im Bezirk Teschen. Im Jahre 1900 bestand das Dorf aus 99 Häusern und hatte 782 Einwohner. Neben der traditionellen Land- und Forstwirtschaft verdiente sich ein Teil der Dorfbewohner ihr Brot durch Arbeit in den Trzynietzer Eisenwerken. Nach dem Ende des Ersten Weltkriegs gehörte der Ort zur Tschechoslowakei. Wegen des starken polnischen Bevölkerungsanteils beanspruchte auch Polen das Olsa-Gebiet und es kam zum Polnisch-Tschechoslowakischen Grenzkrieg. Ab 1920 gehörte der Ort zum Bezirk Český Těšín. 1928 entstand auf dem Kozubová die Annenkapelle mit einem Aussichtsturm. Nach dem Münchner Abkommen wurde Milików 1938 an Polen angeschlossen und kam im Jahre darauf nach der Besetzung Polens zum Deutschen Reich. Bis 1945 gehörte Milikau zum Landkreis Teschen und kam nach Kriegsende zur Tschechoslowakei zurück.
Nach der Auflösung des Okres Český Těšín kam der Ort mit Beginn des Jahres 1961 zum Okres Frýdek-Místek. 1980 erfolgte die Eingemeindung als Ortsteil Bystřice 3-Milíkov nach Bystřice. Seit 1990 bildet Milíkov wieder eine eigenständige Gemeinde. In Milíkov lebt eine starke polnische Minderheit.

## Gemeindegliederung
Für die Gemeinde Milíkov sind keine Ortsteile ausgewiesen. Zu Milíkov gehören die Ansiedlungen Dědina und Paseky.

## Söhne und Töchter der Gemeinde
- Antoni Macoszek (1861–1911), katholischer Priester, Publizist und Aktivist der polnisch-schlesischen Vaterlandsbewegung

## Sehenswürdigkeiten
- Berg Kozubová, mit Wallfahrtskapelle der Hl. Anna und Aussichtsturm, erbaut 1928
- Die im 18. Jahrhundert errichtete gezimmerte Dorfschmiede wurde abgetragen und mit ihrer Ausstattung ins Walachische Freilichtmuseum nach Rožnov pod Radhoštěm umgesetzt.